# Гордеев, Виктор Сергеевич
Виктор Сергеевич Гордеев (укр. Віктор Сергійович Гордєєв; 22 августа 1930, Сатка, Уральская область — 20 августа 2018, Симферополь) — советский и украинский скульптор. Член Союза художников УССР с 1974 года. Заслуженный художник Украины (2001).

## Биография
В 1961 году окончил Крымское художественное училище имени Н. С. Самокиша его педагогами были Лидия Скорубская, Владимир Солощенко, Владимир Петренко и Надежда Петренко.
В 1971 году окончил НАОМА, учителя по профессии В. Бородай, В. Швецов. После окончания обучения работал на Крымском художественно-производственном комбинате. Участвовал в выставках: республиканских, всесоюзных, зарубежных (с 1972).

### Известные произведения
- 1983 г. Памятник А. В. Суворову (г. Севастополь)
- 1984 г. Памятник А. В. Суворову (г. Симферополь)
- 1985 г. Памятник военным корреспондентам (г. Симферополь)
- 1986 г. Памятник П. И. Чайковскому (г. Симферополь)
- 1992 г. Памятник Богдану Хмельницкому (г. Симферополь)
- 2000 г. Памятник адмиралу флота Кузнецову (г. Севастополь)
- 2001 г. «Жертвам Чернобыля»,
- 2004 г. Памятник Юрию Богатикову (г. Симферополь)
- 2007 г. Памятник любви (Анастасии Гагариной, Утёс)
- 2010 г. Памятник А. С. Пушкину (г. Ялта) — проект

Памятник полководцу А. В. Суворову в Севастополе. Скульпторы В. В. Рябков и В. С. Гордеев, архитекторы Г. Г. Кузьминский и А. С. Гладков
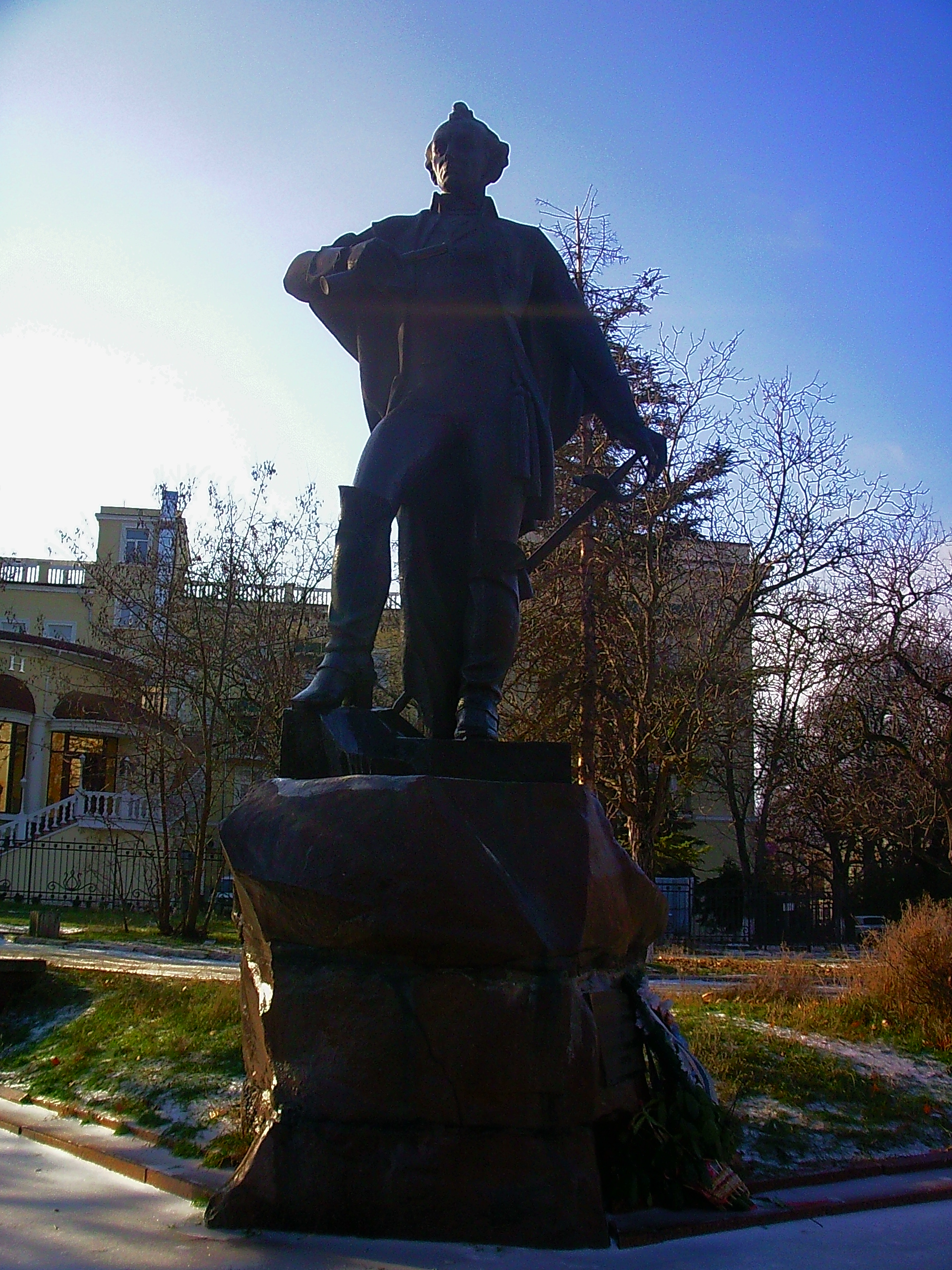
Памятник Суворову в Симферополе
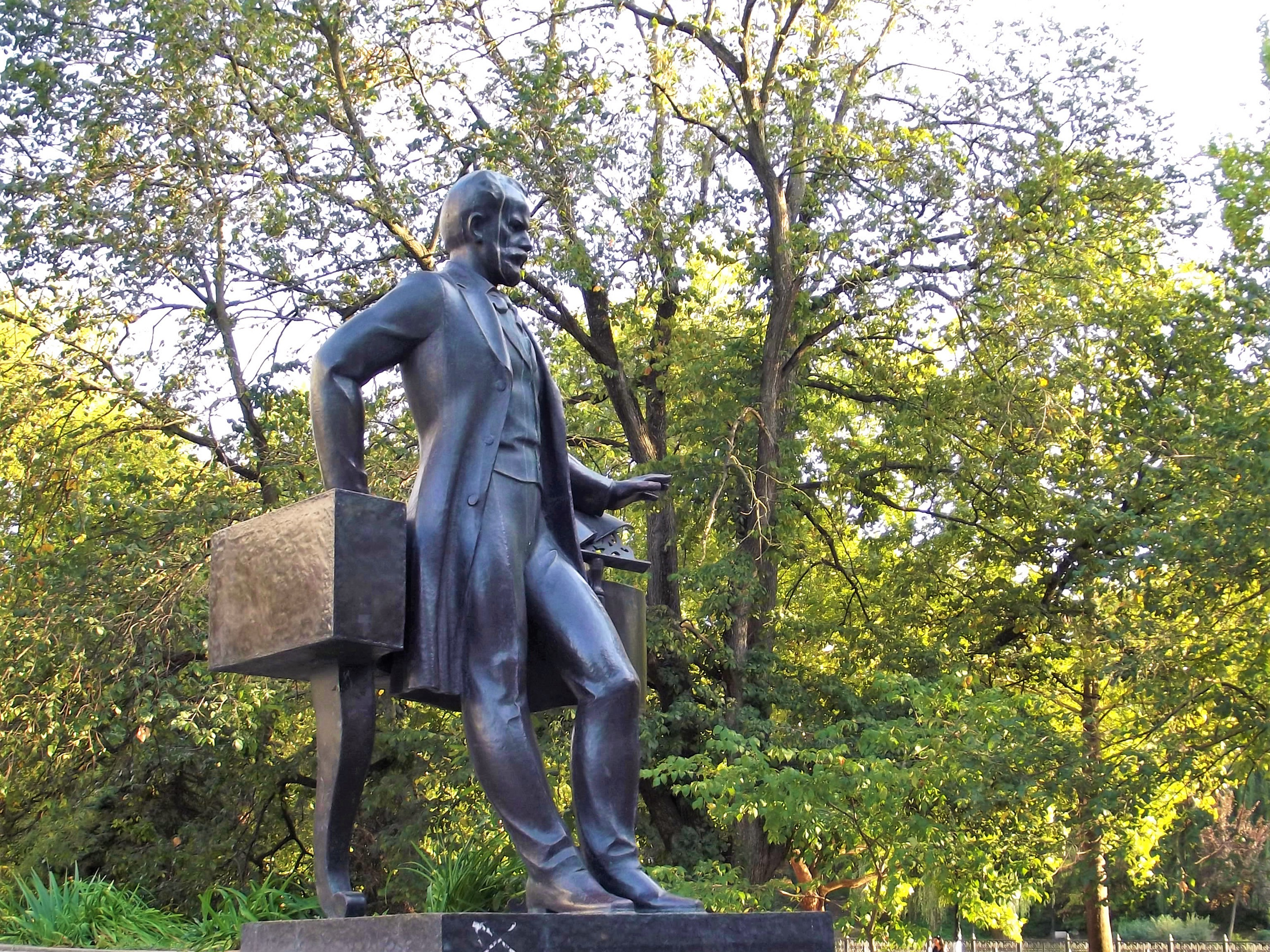
Памятник П. И. Чайковскому
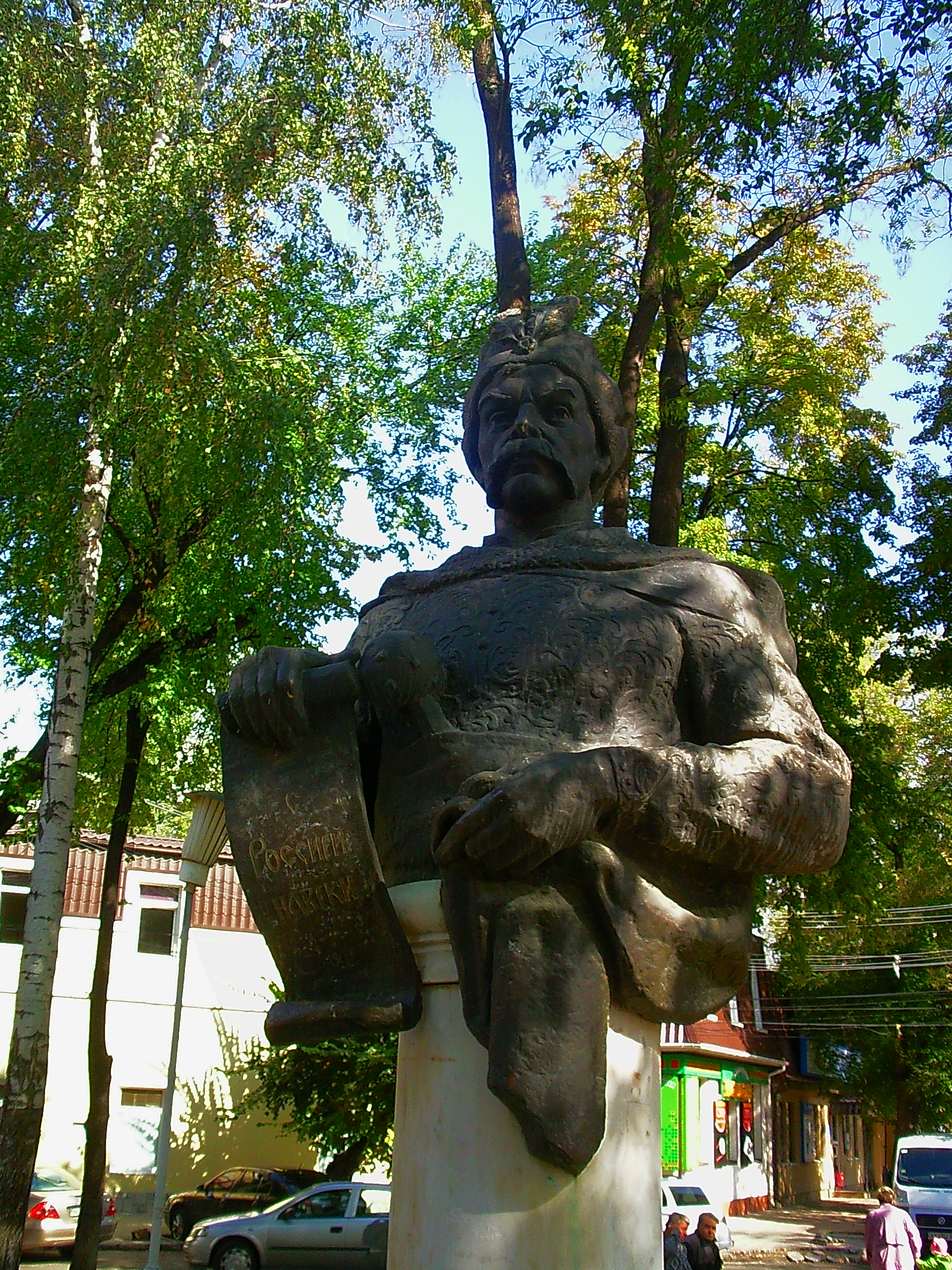
Памятник Богдану Хмельницкому (Симферополь)
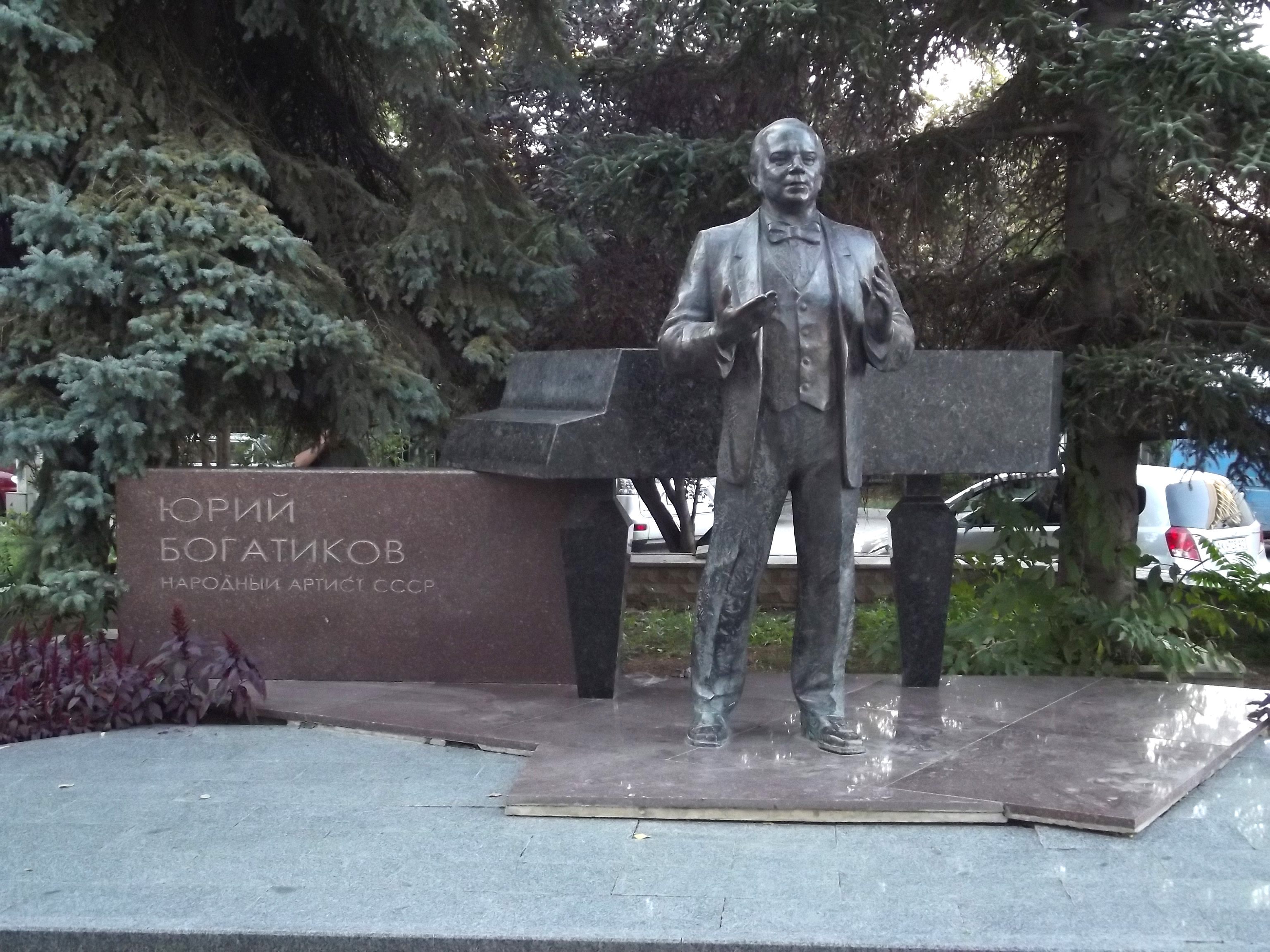
Памятник Юрию Богатикову. Симферополь.

Отдельные произведения скульптора хранятся в Симферопольском художественном музее и Севастопольском художественном музей имени М. П. Крошицкого, Волынском краеведческом музее.
После присоединения Крыма к России принял российское гражданство и продолжил работать в Крыму. С 2015 года — доцент кафедры книжной графики и дизайна печатной продукции факультета информационно-полиграфических технологий Таврической академии Крымского федерального университета имени В. И. Вернадского.
Умер 20 августа 2018 года в Симферополе.

## Награды
- Почетное звание «Заслуженный художник Автономной Республики Крым» (2000)
- Почетное звание «Заслуженный художник Украины» (2001)
- Лауреат премии Автономной Республики Крым (2004)
- Золотая медаль «Духовность, традиции, мастерство» Союза художников России (2015)

Также награждён медалью «Леонардо да Винчи» (2011, Италия); медалью «50 лет полета Ю. Гагарина» (2011, Россия).